# 新路河镇
新路河乡，是中华人民共和国湖南省怀化市中方县下辖的一个乡镇级行政单位。

## 行政区划
新路河乡下辖以下地区：
新路河社区、小湾坪村、罗家坡村、板栗坪村、竺竹村、徐家村、旺溪村、澄渡江村、黄土坡村、隘口村、字溪村、岩坳村、湾溪口村和合理村。